# Mariusz Bilewski
Mariusz Bilewski (ur. 8 marca 1971 w Opatowie, zm. 2 kwietnia 2024) – polski kolarz szosowy, medalista mistrzostw Polski.

## Życiorys
Był zawodnikiem MKS Korona Kielce (1986-1992), DEK Radio Kielce (1993), DEK-Meble-Cyklo Korona Kielce (1994), Krupińskiego Suszec (1995), Pekaes Lang Rover (1996-1997) i CCC Mat Jelcz Laskowice (1998-2001).
Do jego największych sukcesów należało zwycięstwa w Grand Prix Lugano w 1991 w jeździe parami (z Tomaszem Brożyną), w wyścigu o Puchar Ministra Obrony Narodowej w 1996 oraz w wyścigu Dookoła Mazowsza w 1997. W 1991 zajął drugie miejsce w Wyścigu dookoła Polski (przed ostatnim etapem był liderem wyścigu, ostatecznie wyprzedził go Dariusz Baranowski). 
Kolarstwo zaczął uprawiać w wieku 15 lat. W 1988 został mistrzem Polski juniorów młodszych w jeździe parami, w 1989 wicemistrzem Polski juniorów w jeździe na czas, w 1991 górskim mistrzem Polski orlików. Dwukrotnie zdobył mistrzostwo Polski seniorów w wyścigu drużynowym (1992, 1994), w 1993 zdobył w tej konkurencji wicemistrzostwo Polski. W 1996 zdobył brązowy medal mistrzostw Polski seniorów w jeździe parami, w 2000 brązowy medal górskich mistrzostw Polski seniorów.
Jego karierę przerwał w 1998 wypadek podczas rozgrzewki przed jednym z etapów Wyścigu Solidarności. Wynikiem wypadku była m.in. znaczna utrata słuchu. Powrócił jednak do startów w 2000 i w tym samym roku wygrał dwa etapy podczas Wyścigu dookoła Macedonii. 
W 2020 został członkiem reprezentacji Polskiego Związku Sportu Niesłyszących w kolarstwie. W 2022 wystąpił na Letnich Igrzyskach Głuchych, gdzie zajął 15. miejsce w sprincie, 8. miejsce w jeździe na czas, 12. miejsce w wyścigu szosowym ze startu wspólnego oraz 4. miejsce w wyścigu punktowym.
Medalistą mistrzostw Polski w kolarstwie górskim jest jego syn, Konrad Bilewski.